# Микроскоп
Микроскоп (грчки: micros = мали и scopos = посматрач), справа којом се посматрају невидљиви или слабо видљиви блиски објекти. Помоћу електромагнетних зрачења различитих таласних дужина, користећи физичка својства дата у њиховој структури, законитостима лома и отклона, увећава слике посматраних објеката и раздваја блиске тачке на њима. У зависности од врсте електромагнетских зрачења (величини таласних дужина) које користи, разликују се: светлосни (оптички), ултравиолетни, рендгенски, корпускуларни (електронски)... Микроскопом можемо видети слику предмета под много већим углом од оног којим бисмо га видели „голим“ оком у нормалној видној даљини. Наука која истражује помоћу ових инструмената назива се микроскопија. Временом је из речи микроскоп изведен појам:  који поред уобичајеног, невидљив простом оку, има и пренесено значење, веома мали, слабо видљив, занемарљив, мало битан, небитан...,

## Историја
Човек је вероватније случајно открио да стакло одређеног изгледа, или можда кап воде, увећавају. Свесно су усавршена сочива са циљем да увећања буду већа, а слика објективнија. Направљена је лупа, једноставан микроскоп са једним сочивом. Ускоро је настала и лупа са системом сочива. Она је била већег увећања и боље је исправљала грешке у слици предмета. Када се по оптичкој оси поставе два сочива настаје оптички микроскоп у данашњем смислу те речи. Сочивима су додавани читави компатибилни системи сочива и тако је слика објекта, добијена видљивом светлошћу, учињена максимално великом. Постоје индикације да је Галилео Галилеј (који се понекад наводи и као проналазач сложених микроскопа) након 1610. године установио је да се може ограничити фокус његовог телескопа ради посматрања малих објеката. Након што је видео сложен микроскоп који је Дребел изложио у Риму 1624. године, он је изградио своју побољшану верзију. Ђиовани Фабер је сковао назив микроскоп за сложени микроскоп који је Галилео поднео Академији деj Линчеj 1625. године.
Када су исцрпљене практичне могућности усавршавања оваквих оптичких микроскопа, потпомогнут новим технологијама, а у намери да не стане проничући у микросвемир, човек прави први ултравиолетни микроскоп. Као извор светлости користи се обична живина светиљка под високим притиском уз водено хлађење. Постижу се повећања од 500 - 5000 пута, а моћ раздвајања је 0,2-0,1μ. У намери и потреби за већим увећањима и бољим резолуцијама добијених слика настаје рендгенски микроскоп. Почетна испитивања 1936. године врши Ролф Максимилијан Сиверт. Овај микроскоп користи X-зраке да произведе увећане слике малих објеката. X-зраци из тачке извора стварају увећану слику на фосфорном екрану. Успешан снимак рендгенским микроскопом је направљен 1951. године. Направили су га британски физичари Елис Кослет и Вилијам Никсон. То је био први инструмент чија је резолуција била упоредива са оном код оптичких микроскопа, и био је слављен као средство за испитивање скривене структуре у стенама, металима, костима, зубима, рудама и дрвету. Рендгенски микроскоп има бољу резолуцију него најбољи оптички микроскоп.
У потрази за већим и бољим увећањима, Макс Кнол и Ернст Руска конструисали су први електронски микроскоп 1931. године. То је први корпускуларни микроскоп. Поштујући доследност принципа природе и одатле изведену аналогију, они праве електронска сочива. То су моћни електромагнети који чине отклон електронима баш као што то раде сочива са светлошћу. На тај начин и увећавају и раздвајају блиске тачке на посматраном предмету. Предмет је смештен у близини објектива, а то су електронска или електростатичка „сочива”. Добијену реалну и увећану слику предмета повећавају електронска или електростатичка „сочива” окулара. Како човечје око не региструје електронске зраке, слика се пројектује на флуоресцентном заслону или фотографској плочи. Добијена увећања су и по 200000 пута. И ови микроскопи се и даље усавршавају. Међутим, како се код електронских микроскопа не може по вољи повећати нумеричка апертура, тј. раздвајање блиских тачака на посматраном предмету прибегло се и новим технологијама. Направљени су протонски микроскопи. Успешни пионири у овом послу су Француски научници Клод Магнан и Шансон.

## Поделе микроскопа

### Подела по медијима
Микроскопе делимо према таласној дужини електромагнетних зрачења:
- Оптички микроскоп - користе видљиву светлост
  - Рефлекцијски микроскопи- користе рефлектовану светлост
  - Поларизациони микроскоп
  - Флуоресцентни микроскоп
  - Фазни микроскоп
  - Интерференцијски микроскоп
  - Микроспектроскоп
- Ултравиолетни микроскоп - користе ултравиолетне зраке
  - Ултравиолетни микроскоп са кварцном оптиком
  - Микроскоп са огледалима
- Рендгенски микроскоп - користе рендгенска зрачења
- Корпускуларни микроскоп - користе корпускуларна зрачења
  - Електронски микроскопи
  - Протонски микроскопи

### Подела према природи посматраног предмета
- Микроскопе за биолошка истраживања
- Микроскопе за геолошка истраживања
- Микроскопе за металуршка истраживања
- Поларизационе микроскопе и тд.